# Nasser (Gaza)
Pour les articles homonymes, voir Nasser (homonymie).
Nasser ou Hayy al-Nasr est un quartier de l'ouest de la ville de Gaza, situé à côté de Rimal et au nord-ouest d'al-Daraj.
Il est créé en 1957, alors que la bande de Gaza est sous contrôle égyptien, pour héberger les familles des soldats et des volontaires locaux qui ont combattu Israël pendant la guerre de Palestine de 1948.
Il est nommé en l'honneur du défunt président égyptien Gamal Abdel Nasser.